# Yavuz Turgul
Yavuz Turgul   (Istanbul, 5 d'abril de 1946) és un director de cinema i guionista turc,  conegut pel seu èxit de taquilla Eşkıya (1996) i que ha guanyat la Taronja d'Or al Millor Guió quatre vegades per Çiçek Abbas (1982), Züğürt Ağa (1985), Muhsin Bey (1987) i Gölge Oyunu (1992); Taronja d'Or a la Millor Pel·lícula per Muhsin Bey (1987) i la 2a Millor Pel·lícula per Gölge Oyunu (1992); i una Taronja d'Or com a premi als assoliments de la seva vida.

## Biografia
Yavuz Turgul es va graduar de l'Institut de Periodisme de la Universitat d'Istanbul i va treballar com a periodista durant sis anys per a la revista Ses abans de començar a escriure guions. Va aconseguir un èxit primerenc a finals dels 70 i principis dels 80, amb guions per a una sèrie de populars produccions de comèdia del productor i director Ertem Eğilmez i el director Kartal Tibet, incloent Tosun Paşa (1976), Sultan (1978) i Hababam Sınıfı Güle Güle (1981).
Va obtenir un èxit important en els anys 80 en guanyar la Taronja d'Or al Millor Guió per Çiçek Abbas (1982), dirigida per Sinan Çetin, va fer el seu debut com a director amb Fahriye Abla (1984) en guanyar la Taronja d'Or al Millor Guió per segona vegada per Züğürt Ağa (1985), dirigida per Nesli Çölgeçen abans de la consolidació del seu èxit en guanyar Taronges d'Or a la Millor Pel·lícula i Millor Guió, així com premis en festivals de cinema a Istanbul i Sant Sebastià per al seu segon esforç com a director amb Muhsin Bey (1987), que segons Rekin Teksoy, "és la seva pel·lícula més important."
En els anys 90 va continuar amb Aşk Filmlerinin Unutulmaz Yönetmeni (1990) i Gölge Oyunu (1992), per la qual va guanyar un premi Taronja d'Or com la 2a Millor Pel·lícula i Millor Guió, abans d'aconseguir el seu major èxit de taquilla amb la popular Eşkıya (1996), que, segons Rekin Teksoy, "va portar audiències turques de nou als seus seients," i ho va fer,"un pioner de la taquilleres durant aquest període," així com el guanyador del Golden Dolphin en el Festróia - Tróia Festival Internacional de Cinema.
Va tornar després d'una llarga absència amb Gönül Yarası (2005), que va guanyar el Premi a l'Esperit Queens, i va escriure Kabadayı (2007), dirigida per Ömer Vargı, que es va estrenar el mateix any en què va rebre un Golden Orange Lifetime Achievement Award. La seva última pel·lícula Av Mevsimi es va publicar el 3 de desembre de 2010.
Va estar casat amb l'actriu turca Itır Esen, amb qui té 2 fills.

## Filmografia
| Pel·lícules | Pel·lícules                         | Pel·lícules   | Pel·lícules   | Pel·lícules   | Pel·lícules                                                       |
| Any         | Títol                               | Acreditat com | Acreditat com | Acreditat com | Notes                                                             |
| Any         | Títol                               | Director      | Productor     | Escriptor     | Notes                                                             |
| ----------- | ----------------------------------- | ------------- | ------------- | ------------- | ----------------------------------------------------------------- |
| 1976        | Tosun Paşa                          |               |               | Sí            |                                                                   |
| 1978        | Sultan                              |               |               | Sí            |                                                                   |
| 1979        | Erkek Güzeli Sefil Bilo             |               |               | Sí            |                                                                   |
| 1979        | Banker Bilo                         |               |               | Sí            |                                                                   |
| 1981        | Davaro                              |               |               | Sí            |                                                                   |
| 1981        | Hababam Sınıfı Güle Güle            |               |               | Sí            |                                                                   |
| 1982        | Çiçek Abbas                         |               |               | Sí            | Va guanyar Taronges d'Or al Millor Guió.                          |
| 1982        | Iffet                               |               |               | Sí            |                                                                   |
| 1983        | Aşk Kadını                          |               |               | Sí            |                                                                   |
| 1983        | Şekerpare                           |               |               | Sí            |                                                                   |
| 1984        | Fahriye Abla                        | Sí            |               | Sí            |                                                                   |
| 1985        | Züğürt Ağa                          |               |               | Sí            | Va guanyar Taronges d'Or al Millor Guió.                          |
| 1987        | Muhsin Bey                          | Sí            |               | Sí            | Va guanyar Taronges d'Or a la Millor Pel·lícula i al Millor Guió. |
| 1990        | Aşk Filmlerinin Unutulmaz Yönetmeni | Sí            |               | Sí            |                                                                   |
| 1993        | Gölge Oyunu                         | Sí            |               | Sí            | Va guanyar Taronges d'Or a la Millor Pel·lícula i al Millor Guió. |
| 1996        | Eşkıya                              | Sí            | Sí            | Sí            | [ 4 ]                                                             |
| 2005        | Gönül Yarası                        | Sí            |               | Sí            |                                                                   |
| 2007        | Kabadayı                            |               |               | Sí            |                                                                   |
| 2010        | Av Mevsimi                          | Sí            |               | Sí            |                                                                   |

## Premis i distincions
Festival Internacional de Cinema de Sant Sebastià
| Any  | Categoria      | Pel·lícula | Resultat  |
| ---- | -------------- | ---------- | --------- |
| 1988 | Premi Donostia | Muhsin Bey | Guanyador |